# 異色巨蝽
異色巨蝽（学名：Eusthenes cupreus）为荔蝽科巨蝽屬下的一个种。